# Kokia kauaiensis
Kokia kauaiensis é uma espécie de angiospérmica da família das Malvaceae.
É endêmica dos Estados Unidos da América. Está ameaçada de extinção por perda de habitat.